# Piéride dorée
Colotis chrysonome
Espèce
La Piéride dorée (Colotis chrysonome) est un insecte lépidoptère  de la famille des Pieridae, de la sous-famille des Pierinae et du genre Colotis.

## Dénomination
Colotis chrysonome a été décrit par Johann Christoph Friedrich Klug en 1829 sous le nom de Pontia chrysonome.

### Noms vernaculaires
La Piéride dorée se nomme Golden Arab en anglais.

### Sous-espèces
Colotis chrysonome meinertzhageni (Riley, 1934)

## Description
La Piéride dorée est un papillon jaune avec la bordure et l'apex des antérieures ornementé de marron laissant libre des taches ovales marron.
Le revers des ailes antérieures une jaune orangé bordé de jaune clair et les ailes postérieures sont jaune clair.

## Biologie

### Plantes hôtes
La plante hôte de sa chenille est du genre Maerua dont Maerua crassifoliale.

## Écologie et distribution
C'est un papillon d'Afrique qui réside dans le sud du Sahara et dans la savane au Sénégal, Kenya, en Somalie et en Arabie.
Il est rarement migrateur au Maroc.

### Biotope
Il réside dans les zones de désert.

### Protection
Pas de statut de protection particulier.

## Philatélie
La république de Djibouti a émis un timbre à son effigie en 1984